# شريف شيخات
شريف شيخات (بالفرنسية: Chérif Chekatt)‏ مواطن وشاب فرنسي من أصل مغربي من مواليد 1989 (29 عاما)  بستراسبورغ وهو منفذ الهجوم على سوق الميلاد في ستراسبورغ لديه سجل جنائي طويل، ويبدو أنه أصيب في تبادل لإطلاق النار مع الجنود، الذين كانوا يحرسون السوق.
ونقلت وكالة «بلومبرغ» للأنباء الأربعاء 12 / 12 / 2018 عن وزير الدولة للشؤون الداخلية الفرنسي، لوران نونيز قوله إن القاتل المفترض وهو مواطن فرنسي (29 عاما) الذي لديه سجل جنائي طويل، مازال هاربا ويبدو أنه أصيب في تبادل لإطلاق النار مع الجنود، الذين كانوا يحرسون السوق.
وكان لدى المشتبه به سجل جنائي طويل من الجرائم وقد قضى عدة عقوبات بالسجن بسبب عمليات سطو وجرائم أخرى وكان آخر مرة غادر فيها السجن في أواخر عام 2015. وأضاف الوزير أن المشتبه به كان مدرجا على قائمة الاشخاص تحت المراقبة بسبب «ممارسات دينية أصولية» في السجن.
وتابع: «لم يكن هناك ما يشير إلى أنه سيقترف هذا الفعل». وكانت الشرطة قد حاولت إلقاء القبض عليه صباح الثلاثاء اليوم الذي تمت به العملية، فيما يتعلق بقضية الشروع في القتل، لكنه لم يكن بالمنزل. وتم إلقاء القبض على خمسة أشخاص آخرين في القضية.
قتل شريف شيخات في منطقة نيودورف/مينو بالمدينة بعدما بدأت الشرطة عملية في نحو الساعة 21:00 (2000 بتوقيت غرينتش.) وكانت قد جندت فرنسا كل مصالحها الأمنية من أجل القبض في أسرع وقت على شيخات، وهو منفذ هجوم دموي بسوق عيد الميلاد في ستراسبورغ مساء الثلاثاء.وبحسب وسائل إعلام فرنسية فقد جندت السلطات الأمنية ووزارة الداخلية ما يناهز 700 رجل أمن لمعرفة الوجهة التي فر إليها شيخات، بعد تنفيذه الهجوم الذي خلف مقتل شخصين وإصابة 14 آخرين.